# Medal honorowy im. Bolesława Chomicza
Medal honorowy im. Bolesława Chomicza – odznaczenie nadawane przez Prezydium Zarządu Głównego Związku Ochotniczych Straży Pożarnych RP.
Medal ten nadawany jest za zasługi dla rozwoju i umacniania Związku OSP RP oraz Ochotniczych Straży Pożarnych. Medalem mogą być odznaczone jednostki OSP i ich członkowie, działacze Związku OSP RP oraz osoby, instytucje i organizacje społeczne. Mogą nim być również uhonorowane oddziały Związku OSP RP wyróżniające się w realizacji celów Związku.
Medal jest jednostopniowy.

## Zasady nadawania
Medal honorowy im. Bolesława Chomicza Prezydium Zarządu Głównego ZOSP RP nadaje:
1. Ochotniczym Strażom Pożarnym i członkom OSP,
2. funkcjonariuszom Państwowej Straży Pożarnej pełniącym służbę w Komendzie Głównej PSP, Szkole Głównej Służby Pożarniczej i Centrum Naukowo-Badawczym Ochrony Przeciwpożarowej oraz pracownikom cywilnym zatrudnionym w tych jednostkach,
3. osobom i instytucjom szczebla centralnego współpracującym i wspomagającym Związek OSP RP w realizacji celów statutowych,
4. przedstawicielom współpracujących ze Związkiem OSP RP zagranicznych organizacji pożarniczych (ratowniczych),
5. pracownikom Związku OSP RP,

– z własnej inicjatywy lub na wniosek prezydium zarządu wojewódzkiego ZOSP RP
Osoba wyróżniona otrzymuje medal i dyplom, potwierdzającą jego nadanie.
Osoby, instytucje i organizacje społeczne przewidziane do nadania medalu powinny posiadać Złoty Medal "Za Zasługi dla Pożarnictwa", a dodatkowo instytucje i organizacje (w tym OSP) winny posiadać 75-letni staż swojej działalności.

## Opis odznaki
Medal honorowy im. Bolesława Chomicza ma kształt okrągłej tarczy o średnicy 70 mm, koloru srebrzystego, oksydowanego. Na awersie medalu wykonana jest w płaskorzeźbie postać przedstawiająca wizerunek-popiersie pierwszego prezesa jednolitego Związku OSP RP, obok napis w trzech wierszach BOLESŁAW-CHOMICZ-1878 1959.
Na rewersie medalu akcesoria strażackie (dwa hełmy, dwa bosaki, drabina, toporek, prądownica, dzwon, sygnałówka). W dolnej części wizerunek Znaku Związku OSP RP i pod wizerunkiem napis: BOGU NA CHWAŁĘ LUDZIOM NA POŻYTEK. W prawej, bocznej części medalu umieszczone półkoliście stylizowane liście dębu.
Medal jest wręczany w dekoracyjnym etui. Nie posiada miniaturki oraz baretki.

## Odznaczeni
Odznaczeni medalem zostali Adam Bilski, Stanisław Dydek, Stanisław Adamiak, ks. Tadeusz Wawryszko, Dariusz Wojtasik,

## Liczba nadań
Nadania przez Prezydium Zarządu Głównego ZOSP RP:
| Rok  | Liczba |
| ---- | ------ |
| 2010 | 498    |
| 2011 | 661    |
| 2012 | 406    |
| 2013 | 522    |
| 2014 | 514    |
| 2015 | 517    |
| 2016 | 532    |

Na podstawie sprawozdań z działalności stowarzyszenia ZOSP RP.